# Corinne Rey-Bellet
Corinne Rey-Bellet (2 de agosto de 1972-30 de abril de 2006) Nacida en Adelboden (Suiza), fue una esquiadora que ganó una medalla de plata en el Campeonato del Mundo y 5 victorias en la Copa del Mundo de Esquí Alpino, con un total de 15 podiums.
Murió el 30 de abril de 2006, asesinada por su marido en la casa familiar de los padres de Corinne. Ella estaba embarazada de tres meses. Junto a ella, también fue asesinado su hermano Alain que se iba a casar al día siguiente, y su madre Verena fue gravemente herida. Su marido fue encontrado muerto días más tarde en el bosque, después de suicidarse por cometer los asesinatos. Su otro hijo, Kevin de 2 años, resultó ileso.

## Resultados

### Juegos Olímpicos de Invierno
- 1992 en Albertville, Francia
  - Eslalon Gigante: 17.ª
- 1998 en Nagano, Japón
  - Descenso: 30.ª
  - Super Gigante: 31.ª
- 2002 en Salt Lake City, Estados Unidos
  - Descenso: 5.ª
  - Super Gigante: 9.ª
  - Eslalon Gigante: 13.ª

### Campeonatos Mundiales
- 1993 en Morioka, Japón
  - Eslalon Gigante: 14.ª
  - Super Gigante: 40.ª
- 1996 en Sierra Nevada, España
  - Descenso: 10.ª
  - Super Gigante: 10.ª
- 1999 en Vail, Estados Unidos
  - Eslalon Gigante: 6.ª
  - Super Gigante: 8.ª
  - Combinada: 8.ª
  - Descenso: 17.ª
- 2001 en Sankt Anton am Arlberg, Austria
  - Descenso: 4.ª
  - Combinada: 4.ª
  - Super Gigante: 6.ª
- 2003 en St. Moritz, Suiza
  - Descenso: 2.ª
  - Super Gigante: 7.ª

### Copa del Mundo

#### Clasificación general Copa del Mundo
- 1991-1992: 64.ª
- 1992-1993: 56.ª
- 1993-1994: 65.ª
- 1994-1995: 60.ª
- 1995-1996: 52.ª
- 1997-1998: 43.ª
- 1998-1999: 10.ª
- 1999-2000: 11.ª
- 2000-2001: 8.ª
- 2001-2002: 7.ª
- 2002-2003: 15.ª

#### Clasificación por disciplinas (Top-10)
- 1998-1999:
  - Super Gigante: 7.ª
  - Descenso: 9.ª
- 1999-2000:
  - Descenso: 4.ª
- 2000-2001:
  - Eslalon Gigante: 5.ª
  - Super Gigante: 7.ª
  - Descenso: 8.ª
- 2001-2002:
  - Descenso: 3.ª
- 2002-2003:
  - Descenso: 5.ª

#### Victorias en la Copa del Mundo (5)

##### Descenso (3)
| Fecha               | Lugar                  |
| ------------------- | ---------------------- |
| 16 de enero de 1999 | Sankt Anton am Arlberg |
| 15 de enero de 2000 | Zauchensee             |
| 2 de marzo de 2002  | Lenzerheide            |

##### Super Gigante (2)
| Fecha               | Lugar                  |
| ------------------- | ---------------------- |
| 16 de enero de 1999 | Sankt Anton am Arlberg |
| 9 de marzo de 2001  | Åre                    |